# Лысяков, Анатолий Георгиевич
Анато́лий Гео́ргиевич Лысяко́в (22 января 1917, Тифлис — 17 июля 2001, Ставрополь) — советский и российский архитектор, заслуженный архитектор РСФСР, член Союза архитекторов СССР.
Внёс большой вклад в формирование архитектурного облика города Ставрополя и застройку сёл Ставропольского края. Является автором и соавтором крупных, значимых объектов, возведённых в Ставрополе, в том числе зданий краевой библиотеки и краевого театра драмы, вошедших в «Ансамбль городского центра» и имеющих статус памятников архитектуры. По индивидуальным проектам А. Г. Лысякова построен ряд зданий гостиничного типа в Домбае и Теберде.
Награждён орденом «Знак почёта» и медалью Союза архитекторов России «За высокое зодческое мастерство» имени В. И. Баженова.

## Биография
Анатолий Георгиевич Лысяков родился 22 января 1917 года в Тифлисе, в дворянской семье. До 1945 года жил и работал в Баку.
В декабре 1941 года окончил архитектурный факультет Азербайджанского индустриального института. В период Великой Отечественной войны занимался маскировкой архитектурных сооружений, нефтехранилищ, путей сообщения и других важных объектов Баку-Баладжарского железнодорожного узла.

### 1945—1959 годы

#### «Крайпроект»
В 1945 году Анатолий Георгиевич и его жена, архитектор Ирина Вячеславовна Лысякова, переехали в Ставрополь и поступили на работу в краевую контору гражданского и промышленного проектирования «Крайпроект» при Орджоникидзевском краевом отделе коммунального хозяйства (ныне — проектно-строительная компания «Госпроектстрой»).

«Крайпроект», где я приступил к работе, в то время был по сути единственной проектной организацией всего края. Сегодня даже трудно представить, в каких тяжелых условиях приходилось трудиться в первые послевоенные годы нашему маленькому коллективу, какая огромная работа по проектированию восстановления разрушенных войной городов Ставрополья и, в первую очередь, краевого центра легли на его плечи.— А. Г. Лысяков. «Счастье дарить города»
Свою деятельность в новой должности Лысяков начал с конкурсного проекта реконструкции бывшего здания штаба Ставропольского военного округа (в соавторстве с А. Г. Арцатбаняном и Е. А. Соболевой). Коллективу архитекторов удалось не только увеличить объем строения с целью переоборудования под жилой дом, но и сохранить его архитектурный стиль, благодаря чему здание и по сей день гармонично вписывается в исторический центр города).
В 50-е годы XX века наступил новый этап творческого пути архитектора, отмеченный рядом важных профессиональных достижений: по индивидуальному проекту А. Г. Лысякова построено здание гостиницы «Ставрополь» (1959); воплощён в жизнь разработанный в соавторстве с И. В. Лысяковой проект краевой библиотеки (1955); начато строительство Дома культуры Крайпотребсоюза (1957) — ещё одного совместного проекта Лысяковых. В этот же период А. Г. Лысяков был назначен председателем правления Ставропольского отделения Союза архитекторов СССР (1951).

#### Краевая библиотека
Спроектированное И. В. Лысяковой и А. Г. Лысяковым здание краевой библиотеки (ныне — Ставропольская краевая универсальная научная библиотека им. М. Ю. Лермонтова) стало значимым градоформирующим объектом, положившим начало застройке площади им. В. И. Ленина в Ставрополе и вошедшим в состав «Ансамбля городского центра» (XIX—XX века). Впоследствии зданию был присвоен статус памятника архитектуры.

Наш проект привлёк к себе внимание при утверждении его в Москве Комитетом по делам строительства и архитектуры из-за того, что в то время типовых проектов библиотек с книгохранилищем на 500, 0 тыс. книг не было. Во время войны нам, молодым тогда архитекторам <…>, главный фасад представлялся ровной стеной с разнообразными проёмами <…>. Нам предложили изменить фасады: так появилась роза портиков. В плане она обрамляет объём главного читального зала (по второму этажу), защищая его проёмы с юга и запада от солнца.— А. Г. Лысяков. «Библиотека должна прирастать не только книгами»
Краевая библиотека, построенная в 1955 году по улице Коминтерна (в настоящее время — улица Маршала Жукова), представляла собой крестообразное в плане здание, выполненное в стиле сталинского ампира, с тремя фронтонными портиками коринфского ордера, один из которых, шестиколонный, был пристроен со стороны главного входа, а два других, четырёхколонных, украсили собой боковые фасады и были дополнены балконами и верандами. Последние, по замыслу авторов проекта, предназначались для обустройства летних читален. Внутри здания было применено решение с двумя распашными маршевыми лестницами и обозначено чёткое зонирование: пространство первого этажа отводилось для организации обслуживания посетителей с непродолжительным пребыванием в библиотеке; во второй этаж были вынесены читальный зал на 250 мест, зал каталогов, залы для научных работников, а также главное помещение с семиярусным книгохранилищем.
Примечательно, что строительство крупнейшей в крае библиотеки совпало с развернутой первым секретарём ЦК КПСС Н. С. Хрущёвым политической кампанией по борьбе с «недостатками в области архитектуры» и принятием Постановления ЦК КПСС и Совмина СССР «Об устранении излишеств в проектировании и строительстве». Однако руководящим органам города и края вместе с архитекторами удалось отстоять проект перед вышестоящими инстанциями в Москве. По этому же проекту, признанному после его утверждения «проектом для повторного применения», в дальнейшем были возведены республиканские библиотеки в Нальчике, Сыктывкаре, Ижевске и ещё трёх городах СССР.

#### Гостиница «Ставрополь»
Спустя четыре года после сдачи в эксплуатацию здания краевой библиотеки по проекту А. Г. Лысякова был построен ещё один важный объект — первая в краевом центре коммунальная гостиница «Ставрополь». Четырёхэтажное здание с номерами на 271 место, рестораном и парикмахерской расположилось в исторической части города, на проспекте Сталина (в настоящее время — проспект Карла Маркса). В решении фасада гостиницы Лысяков использовал приём выделения центра плоским портиком с четырьмя полуколоннами, объединившим первый и второй этажи. Другой особенностью фасада являлись оформленные в виде полуциркульных арок оконные проёмы на нижнем этаже. При строительстве здания использовались стеновые блоки из ракушечника, оставшиеся после разрушенного в 30-е годы XX века Троицкого кафедрального собора, который находился на месте будущей гостиницы.
Несмотря на то, что проект не был реализован в полном объёме (в частности, из-за технологических и финансовых проблем архитектору пришлось отказаться от запланированных санузлов в каждом номере), гостиница «Ставрополь», как позже написал про неё ставропольский краевед Г. А. Беликов, на протяжении многих лет считалась «самым престижным заведением подобного рода».
После реконструкции в 1990 году бывшая коммунальная гостиница была переименована в «Интурист».

#### Межсоюзный пионерский лагерь Крайсовпрофа
В 50-е годы А. Г. Лысяков также выступил автором проекта межсоюзного пионерского лагеря Крайсовпрофа. Воспитательно-оздоровительное учреждение на 240 мест со спальными корпусами, клубом, столовой разместилось в живописном месте на территории Бибердовой дачи —- одного из памятников садово-паркового искусства Ставрополя. Через некоторое время спроектированный Лысяковым объект был дополнен рядом новых обслуживающих помещений и корпусов и сменил свое назначение, став частью комплекса зданий городской больницы № 2, открывшейся в 1959 году по улице Балакирева. В настоящее время помещения бывшего лагеря по-прежнему находятся в составе одного из крупнейших лечебных учреждений города.

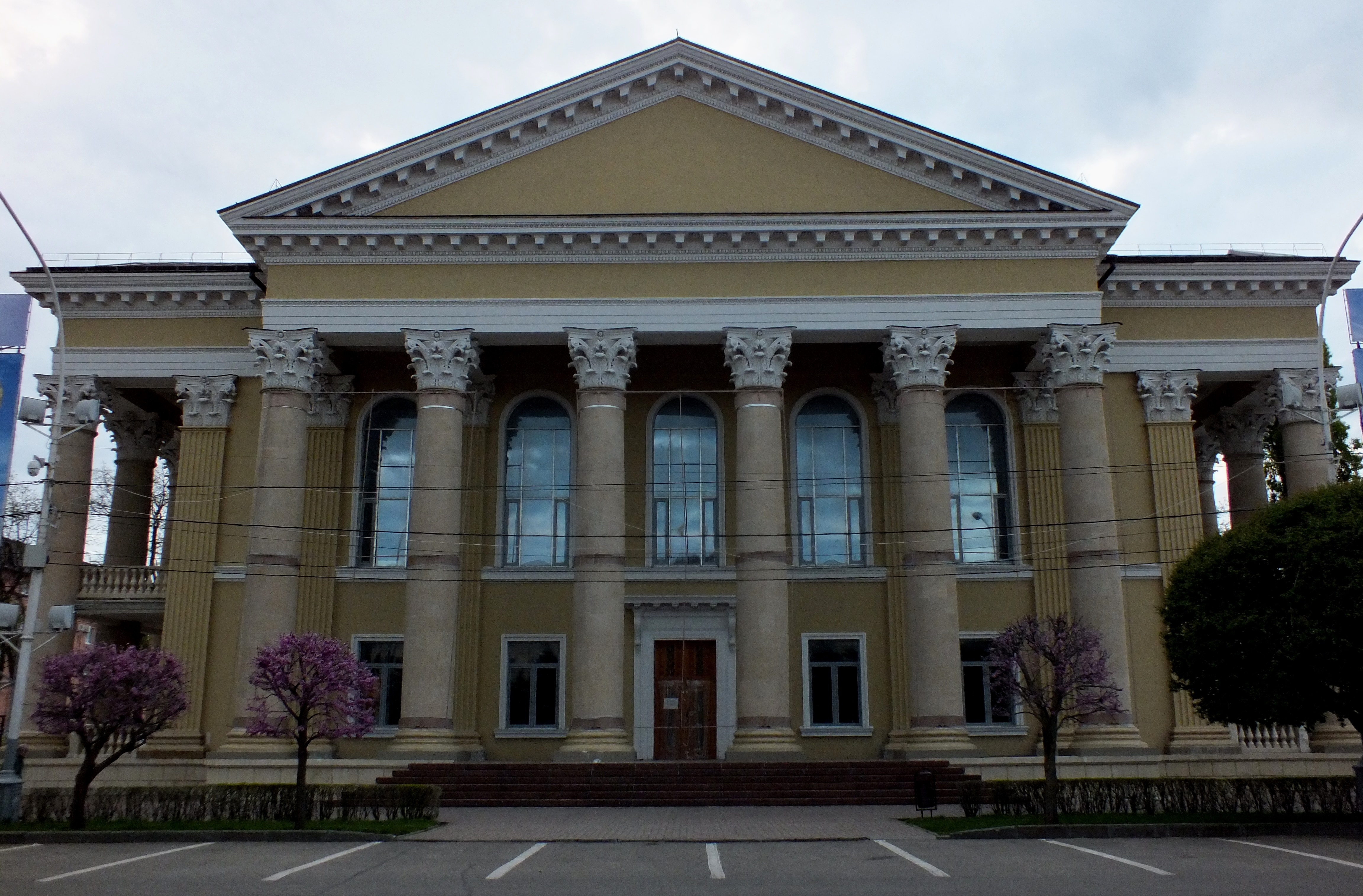
Ставропольская краевая универсальная научная библиотека им. М. Ю. Лермонтова. Построена в 1955 году. Проект здания выполнен в соавторстве с И. В. Лысяковой. памятник архитектуры. Находится в объединенной охранной зоне «Старый город»[34].
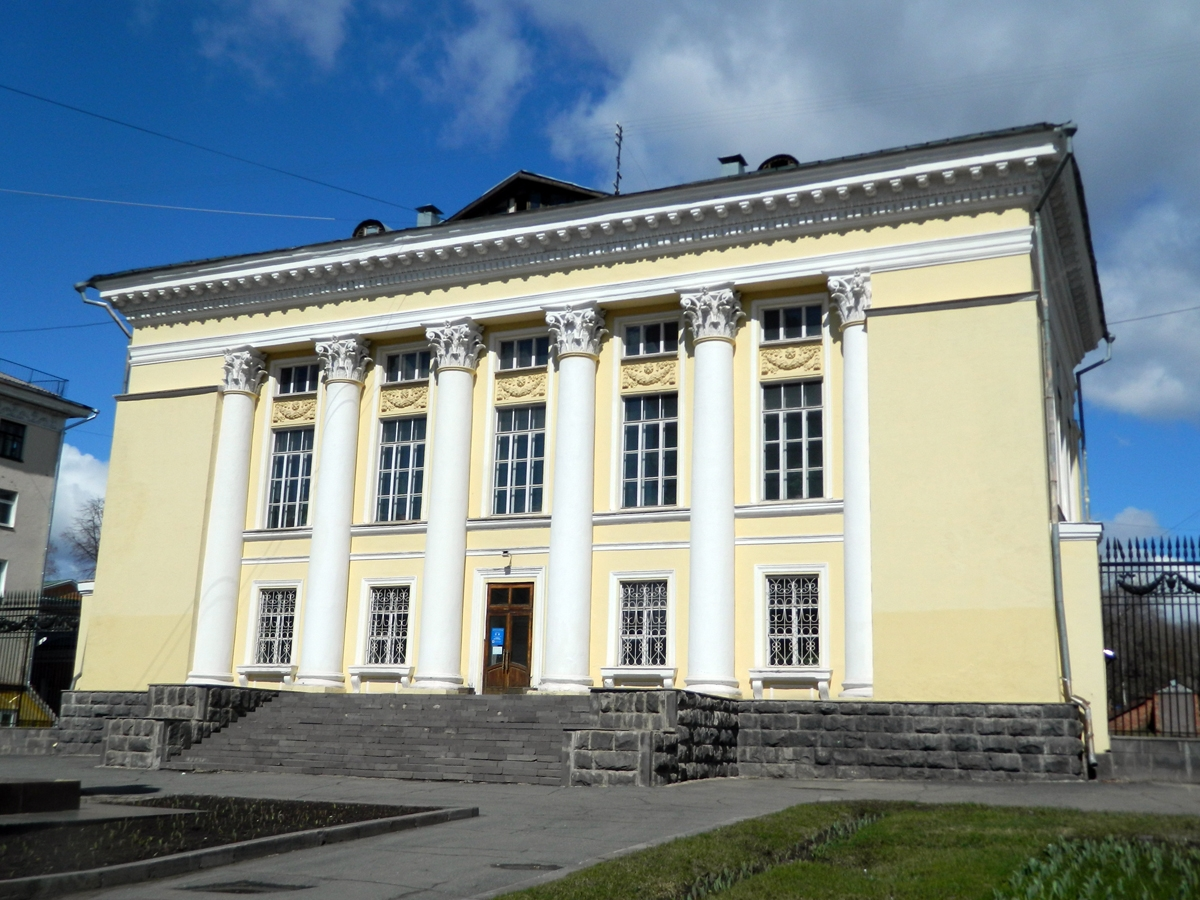
Национальная библиотека Удмуртской Республики. Построена в 1957 году. Авторами проекта — В. И. Антощуком и Б. С. Чичкиным — был взят за основу типовой проект, разработанный А. Э. Лопатто и А. Г. Лысяковым[22].
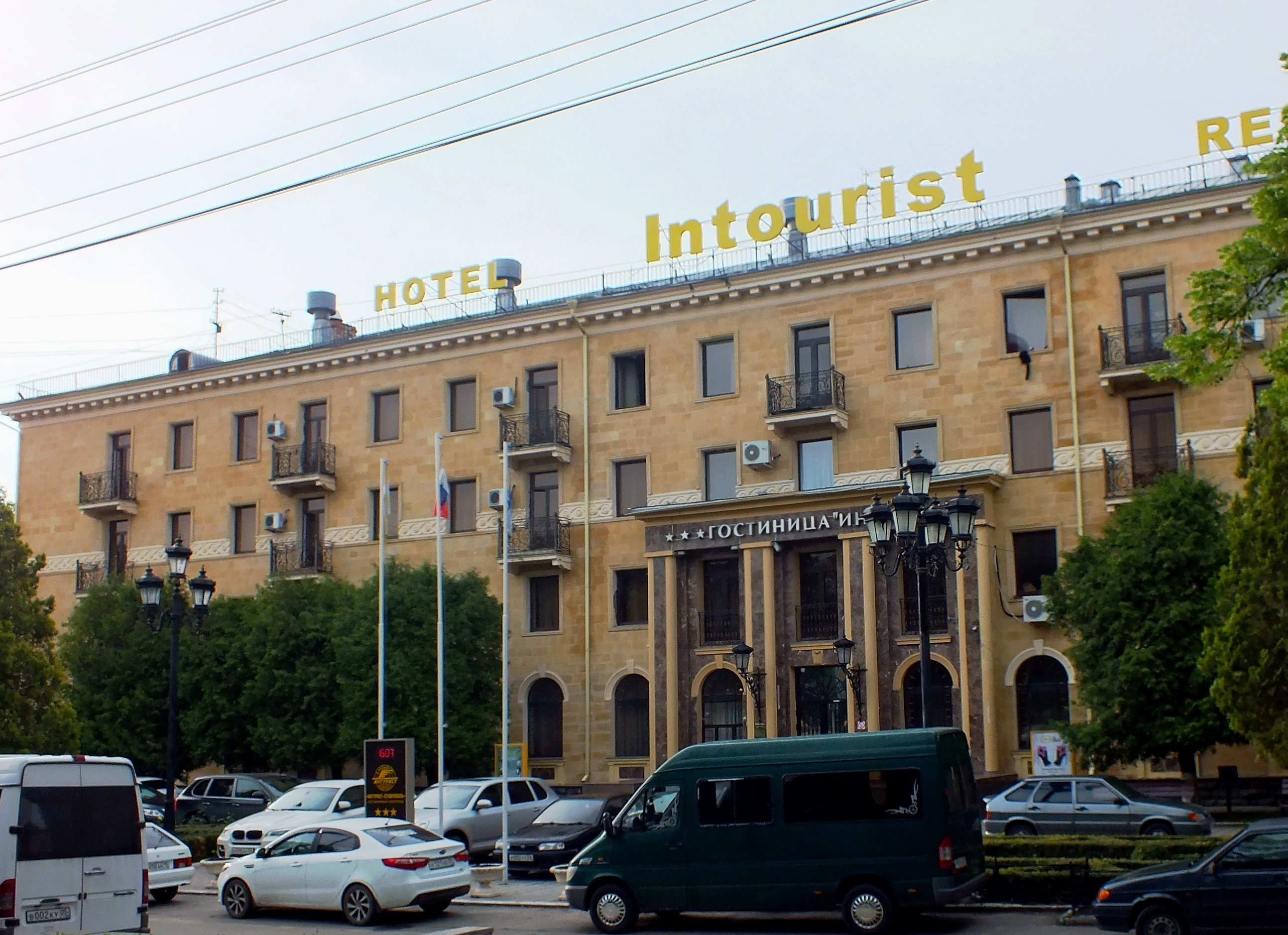
Гостиница «Интурист» (бывшая гостиница «Ставрополь»). Построена в 1959 году. После реконструкции здания в 1990 году архитектурный облик фасада в целом не изменился.

### 1960—1979 годы

#### Главный корпус Ставропольского медицинского института
В 1960 году в Ставрополе на улице Мира открылся главный учебный корпус Ставропольского медицинского института, проект которого был разработан А. Г. Лысяковым по заказу Министерства здравоохранения РСФСР. Монументальное здание с длинным симметричным фасадом, оформленным в центральной части ризалитом с портиком из шести колонн дорического ордера, вместило в себя учебные аудитории, лаборатории, лекционный зал, спортзал и научную библиотеку на 90 тыс. томов.
В том же году «Крайпроект», где продолжали работать А. Г. и И. В. Лысяковы, был преобразован в проектный институт «Ставрополькрайпроект», а позже — в Ставропольский институт проектирования объектов сельскохозяйственного строительства «Ставропольгипросельхозстрой».
В 1963 году по инициативе А. Г. Лысякова, к тому времени уже занимавшему должность главного архитектора «Ставропольгипросельхозстроя», при институте был создан отдел планировок. В дальнейшем коллектив отдела под его руководством разработал генеральные планы застройки большинства населённых пунктов Ставропольского края, а сам Лысяков выступил соавтором проектов экспериментально-показательных посёлков Кавказский и Ленинский (1968—1970).

#### Краевой театр им. М. Ю. Лермонтова
В 60-е годы XX века оформление ансамблевого комплекса в центре Ставрополя продолжилось: на территории площадью 3 га началось обустройство будущего сквера-дендрария, позже получившего название «Театральный сквер»; в 1964 году здесь же открылся краевой театр им. М. Ю. Лермонтова со зрительным залом на 800 посадочных мест, здание которого изначально проектировалось для Дома культуры Крайпотребсоюза, а затем, в ходе строительных работ, было перепрофилировано.
В основу планировки Ставропольского театра драмы И. В. Лысяковой и А. Г. Лысяковым была заложена театральная часть Нижнетагильского Дворца культуры, из которой архитекторы позаимствовали комплекс сцены с порталом и колосниками. Западный (главный) фасад здания был выделен массивным портиком, под перекрытием которого с северной и южной сторон скрывались боковые лестницы, ведущие в фойе второго этажа. Более простой по своему композиционному решению восточный фасад выходил в сторону площади Ленина. Стены театра были выполнены из ракушечника, а колонны отлиты из бетона и обложены блоками с втопленными гранями.
В 1995 году здание получило статус памятника архитектуры.

#### Дача-пансионат Центрального Комитета КПСС
В 60—70-е годы по индивидуальным проектам А. Г. Лысякова был возведён ряд объектов для временного пребывания в Карачаево-Черкесии: здания гостиничного типа в курортном посёлке Домбай (1965—1967) и городе-курорте Теберде (1971—1974), база отдыха ПМК-59 в Теберде (1979) и др. Особое место среди них заняла построенная в Домбае дача-пансионат Центрального Комитета КПСС, которую Лысяков проектировал по заданию Правительства СССР. Небольшое двухэтажное здание с мансардой включало в себя два номера категории «люкс», сауну, бильярдную-кинозал и другие помещения. Проживавший на даче Председатель Совета министров СССР А. Н. Косыгин охарактеризовал её следующим образом: «Это прямо малолитражный автомобиль — снаружи такой маленький и так много всего внутри!».
В настоящее время здание находится в частной собственности.

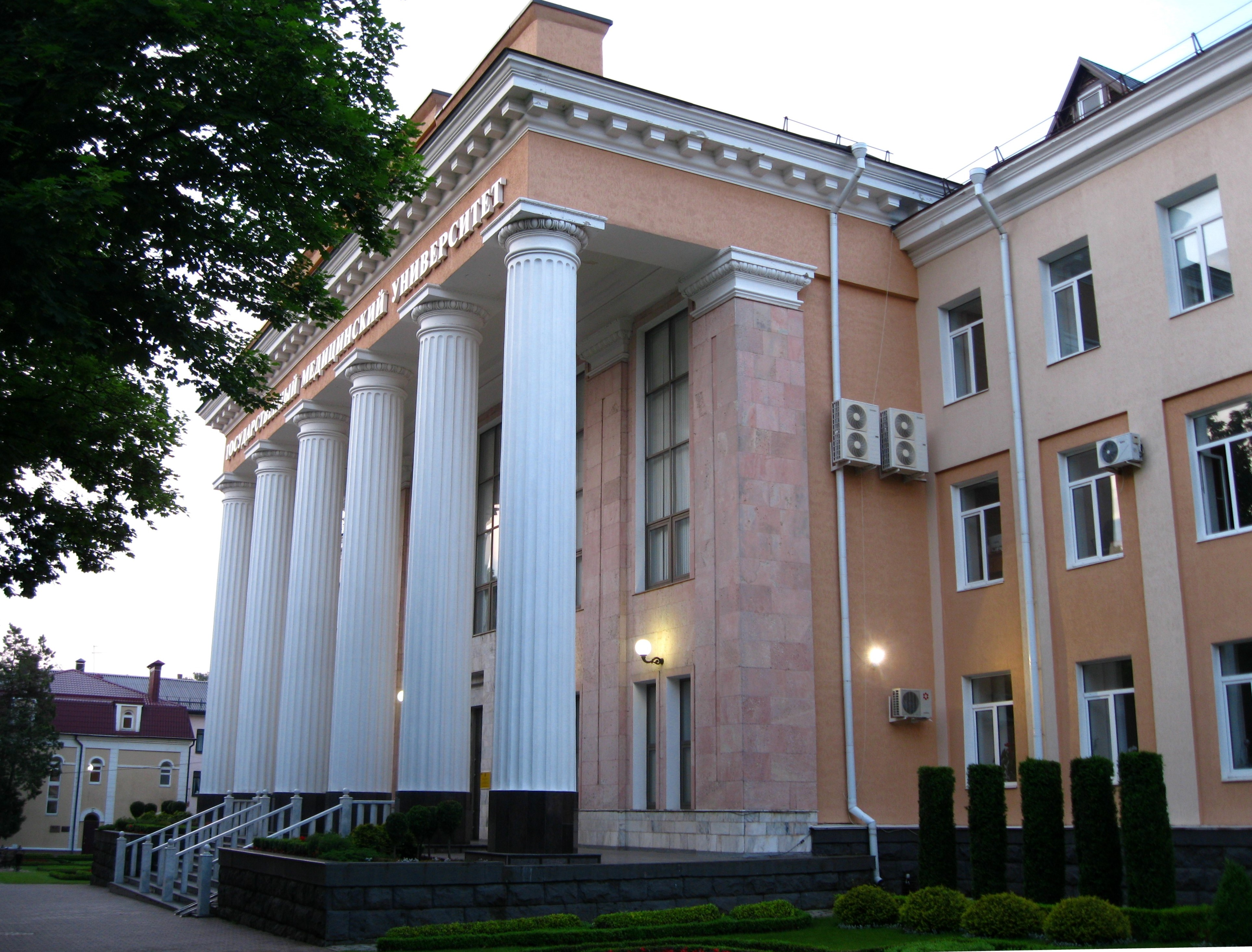
Главный корпус Ставропольского медицинского института (после капитального ремонта). Построен в 1960 году.
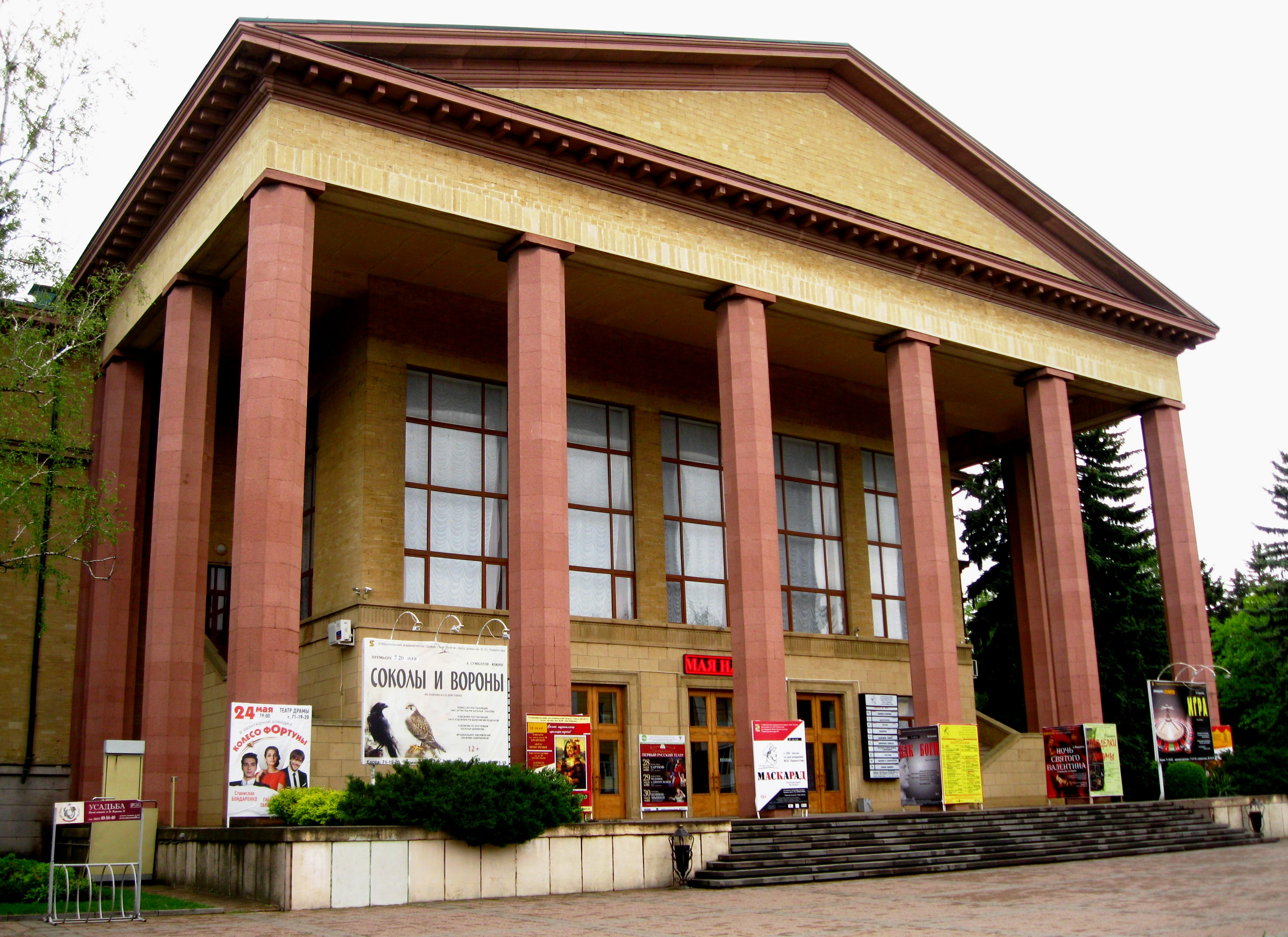
Ставропольский академический ордена «Знак Почёта» театр имени М. Ю. Лермонтова. Построен в 1964 году. Проект здания выполнен в соавторстве с И. В. Лысяковой. памятник архитектуры.

### 1980—2001 годы

#### «Каким быть дому на селе»
В первой половине 80-х годов XX века, в связи с принятием Постановления ЦК КПСС и Совмина СССР «О мерах по дальнейшему улучшению жилищных, коммунально-бытовых и социально-культурных условий жизни сельского населения», Ставропольский крайком КПСС поставил перед проектными институтами задачу разработать отвечающие всем необходимым требованиям проекты планировки и застройки сельских населённых пунктов, а также типовые проекты жилых зданий для колхозов и совхозов. В эту работу активно включился и коллектив «Ставропольгипросельхозстроя». Возглавляемая А. Г. Лысяковым рабочая группа по его инициативе организовала и провела во всех районах края социологическое исследование на тему «Каким быть дому на селе», в ходе которого было опрошено 19,4 тыс. человек и заполнено 5,1 тыс. анкет в 33 колхозах и 37 совхозах. Тщательно проанализировав ответы и пожелания респондентов, коллектив архитекторов разработал 30 типовых проектов коттеджей для сельских жителей. Опыт «Ставропольгипросельхозстроя» был одобрен Госстроем РСФСР и получил широкое распространение в республике.

#### Народная картинная галерея
В 1983 году в селе Горькая Балка Советского района открылась первая в Ставропольском крае народная картинная галерея, спроектированная А. Г. Лысяковым для музея колхоза имени Ленина (ныне — музей имени Героя Социалистического труда Блескова А. А. истории села и колхоза). В здании, состоящем из 6 залов и хранилища, разместилась экспозиция картин художников Ставрополья и других регионов страны. Анатолий Георгиевич, на протяжении более тридцати лет профессионально занимавшийся фотографией, передал музею около десятка слайдов из своей коллекции, также пополнивших число экспонатов галереи.

#### 17-этажная гостиница
В 1984 году по заказу Крайсовпрофа в центре Ставрополя началось возведение здания 17-этажной гостиницы на 540 мест, проект которой стал последней совместной работой заслуженных архитекторов РСФСР А. Г. Лысякова и И. В. Лысяковой (Ирина Вячеславовна скончалась в 1998 году ). На протяжении последующих лет нормальному ходу строительства самой высокой в городе гостиницы, позже получившей название «Дружба», препятствовал ряд проблем технического, финансового, а в дальнейшем и юридического характера. В 90-е годы XX века из-за отсутствия инвестиций отделочные и иные работы на объекте были прекращены, и здание, построенное по улице Дзержинского, долгое время находилось в состоянии, близком к аварийному. В 2004 году распоряжавшееся гостиничным комплексом и сдававшее часть его помещений в аренду акционерное общество обанкротилось, а почти готовый к сдаче в эксплуатацию объект, ранее являвшийся собственностью Федерации профсоюзов Ставропольского края, был продан частной компании. Новый собственник присвоил гостинице другое название — «Континент» — и, спустя некоторое время, смог ввести её в строй. В 2014 году здание было реконструировано.

#### Пристройка к краевой библиотеке им. М. Ю. Лермонтова
В 1986—1987 годах произошло слияние «Ставропольгипросельхозстроя» с «Крайколхозпроектом» и «Ставропольсельхозтехпроектом» и создание на их базе объединенного института «Ставропольагропромпроект». В это же время Лысяковым была завершена работа над индивидуальным проектом пристройки к зданию краевой универсальной научной библиотеки им. М. Ю. Лермонтова. Необходимость его разработки объяснялась тем, что за тридцать с лишним лет объём фонда крупнейшей в регионе библиотеки значительно увеличился, и размеры её помещений уже не позволяли хранить книги и прочие издания в надлежащем состоянии. Однако из-за отсутствия в краевом бюджете средств на строительство пристройки проект не был реализован.
После ухода в 1991 году из «Ставропольагропромпроекта» на заслуженный отдых, Анатолий Георгиевич продолжил заниматься проектной деятельностью. Его последней значимой работой стал второй по счёту проект пристройки к краевой библиотеке, который был закончен архитектором в 2000 году (первоначальный вариант здания, разработанный в 1986 году, к тому времени уже успел устареть). Одной из главных целей строительства нового корпуса библиотеки являлось расширение объёма её хранилища с 500 тыс. до 1 млн единиц хранения, что позволило бы увеличить в будущем книжный фонд учреждения почти в три раза. Проектом также предусматривались реставрация и реконструкция действующего здания, построенного в 1955 году. Основанием для этого стало включение являющегося памятником архитектуры здания библиотеки в Федеральную целевую программу «Развитие и сохранение культуры и искусства Российской Федерации (1997—1999 годы)».
Начало первой очереди строительства в 2000 году оказалось возможным во многом благодаря личной поддержке губернатора Ставропольского края А. Л. Черногорова и выделенным из краевого и федерального бюджетов денежным средствам. После завершения строительных работ в 2008 году общая площадь двух корпусов краевой библиотеки составила более 9 тыс. м², а площадь девятиярусного книгохранилища в новом трёхэтажном здании — 5 тыс. м². Старое и новое хранилища в совокупности должны были обеспечивать перспективу роста библиотечного фонда на 30 лет вперед. После возведения пристройки, в соответствии с проектом А. Г. Лысякова последовала вторая очередь строительства, связанная с восстановительным ремонтом помещений старого здания, косметическим ремонтом его фасадов и другими видами работ. В настоящее время реконструкция краевой библиотеки, затянувшаяся из-за проблем с выделением федеральных субсидий на её софинасирование, все ещё продолжается. Хранение фондов и обслуживание пользователей осуществляется в пристроенном к основному зданию корпусе.
Лысякову так и не удалось увидеть полностью реализованным проект, над которым он не прекращал работать до конца своих дней. Анатолий Георгиевич скончался в 2001 году, пережив свою супругу Ирину Вячеславовну Лысякову на два с половиной года.

Буквально за две недели до смерти Анатолий Георгиевич консультировался по поводу её [пристройки к зданию краевой библиотеки] строительства с губернатором края, доказывал, убеждал. У него оставалось ещё много дел, идей, которые он, увы, не успел завершить и воплотить в жизнь. Но нам на память об этих людях, супругах Лысяковых, остались их прекрасные здания, которые стали лицом и визитной карточкой нашего города— Д. Кутовых. «Мысль, застывшая в камне»

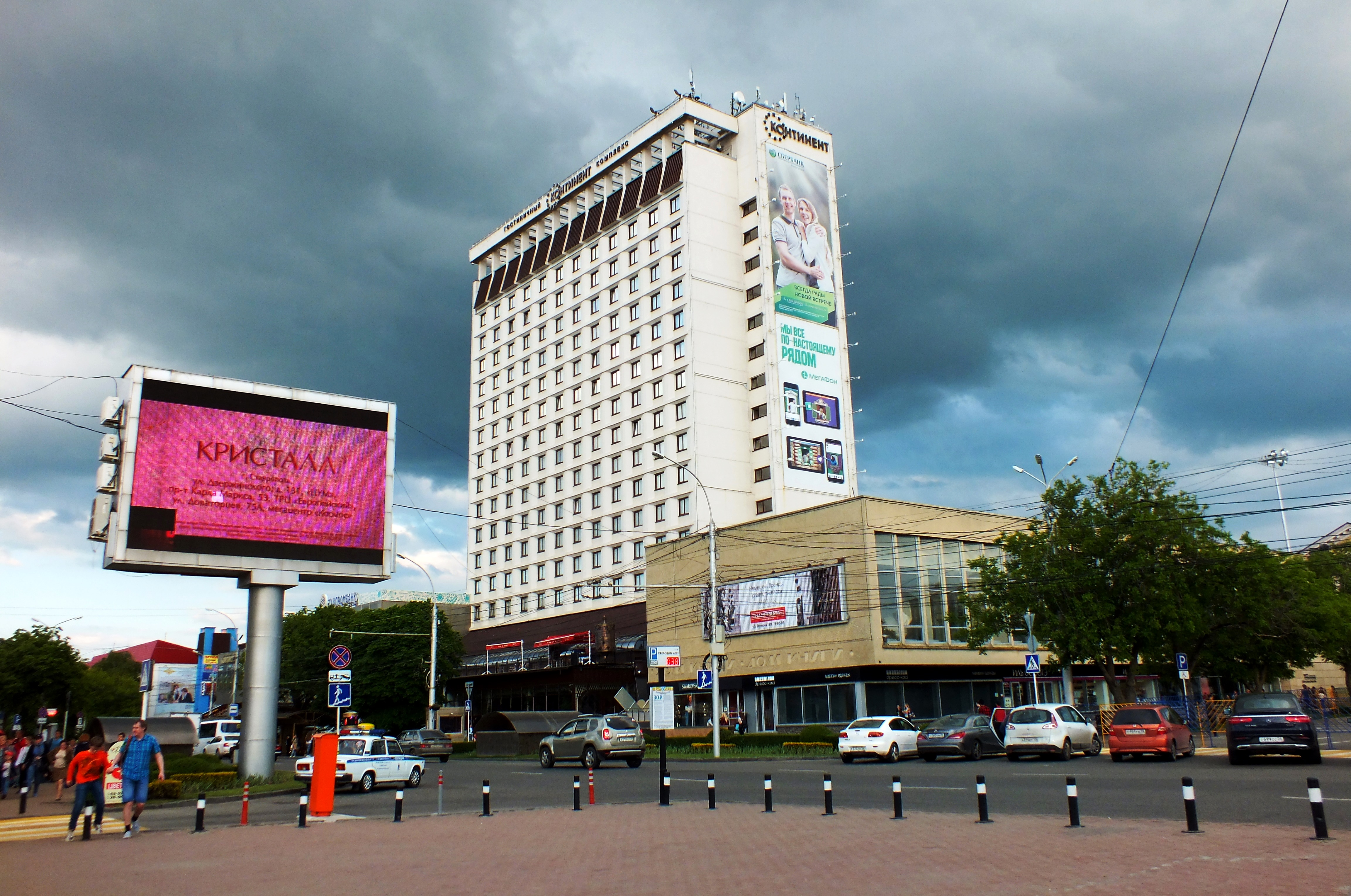
Гостиница «Континент» (после проведения реновационных работ в 2014 году). Проект здания выполнен в соавторстве с И. В. Лысяковой.
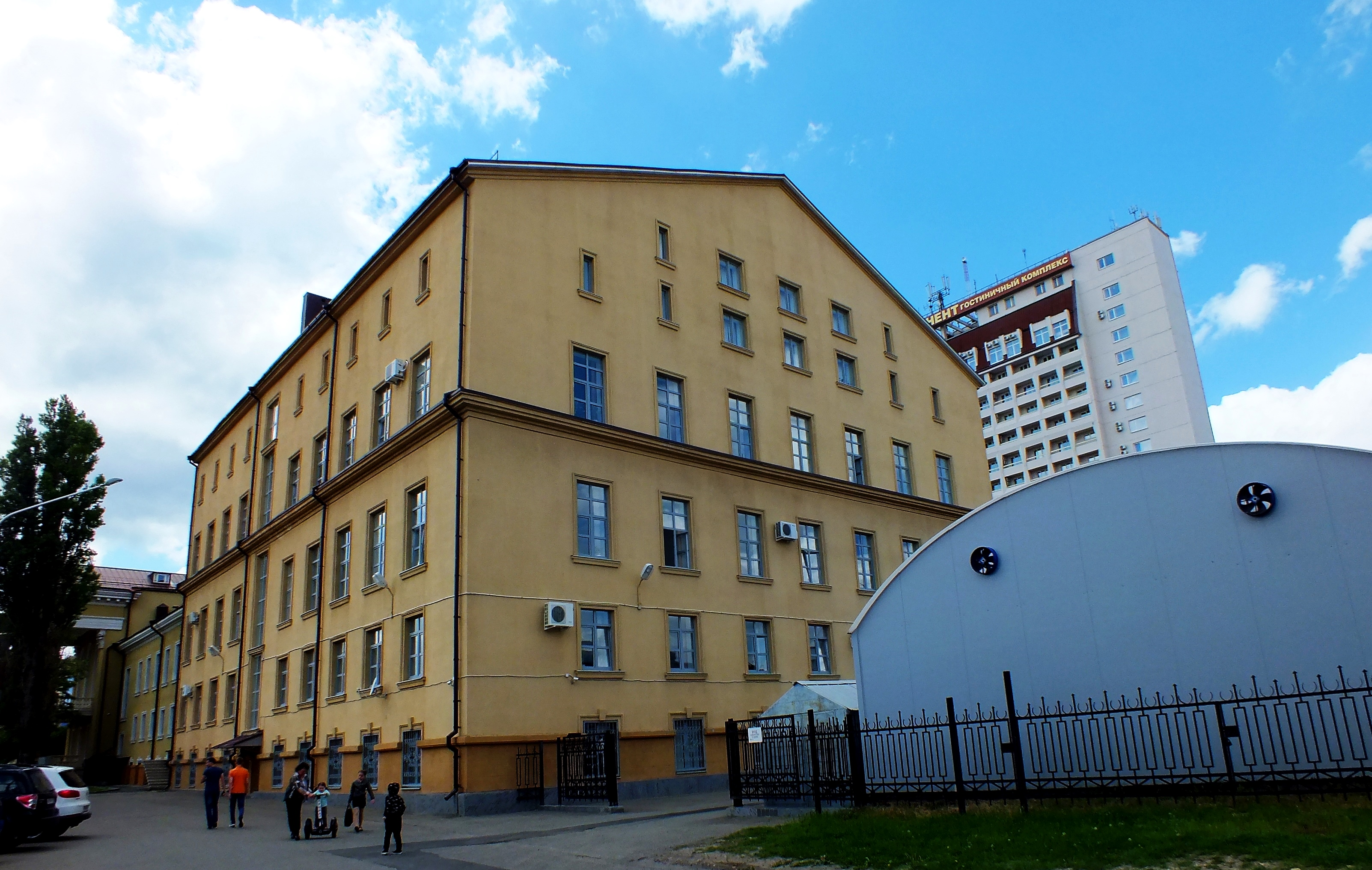
Пристройка к Ставропольской краевой универсальной научной библиотеке им. М. Ю. Лермонтова. Построена в 2008 году.

## Важнейшие постройки
| Год окончания строительства | Название проекта | Местонахождение                    | Современное состояние    |
| --------------------------- | --- | ---------------------------------- | ------------------------ |
| 1955                        | Краевая библиотека (ныне — Ставропольская краевая универсальная научная библиотека им. М. Ю. Лермонтова) (в соавторстве с И. В. Лысяковой)                   | Ставрополь, ул. Маршала Жукова, 14 | Закрыта на реконструкцию |
| 1959                        | Гостиница «Ставрополь» (ныне — гостиница «Интурист») | Ставрополь, пр-т. Карла Маркса, 42 | Действует                |
| 1959                        | Межсоюзный пионерский лагерь Крайсовпрофа(ныне — городская клиническая больница № 2)                                                                         | Ставрополь, пр-т. Балакирева, 5    | Перепрофилирован         |
| 1960                        | Главный корпус Ставропольского медицинского института (ныне — Ставропольского государственного медицинского университета)                                    | Ставрополь, пр-т. Мира, 310        | Действует                |
| 1964                        | Краевой театр им. М. Ю. Лермонтова (ныне — Ставропольский академический ордена «Знак Почёта» театр имени М. Ю. Лермонтова) (в соавторстве с И. В. Лысяковой) | Ставрополь, пл. Ленина, 1          | Действует                |
| 19??                        | Дача-пансионат ЦК КПСС | Домбай                             | ?                        |
| 1980                        | Дача-пансионат Совета Министров РСФСР | Теберда                            | ?                        |
| 1980                        | Дом колхозника | Николина Балка                     | ?                        |
| 1983                        | Народная картинная галерея | Горькая Балка                      | Действует                |
| 199?                        | 17-этажная гостиница (ныне — гостиничный комплекс «Континент») (в соавторстве с И. В. Лысяковой)                                                             | Ставрополь, ул. Дзержинского, 114  | Действует                |
| 2008                        | Пристройка к краевой библиотеке им. М. Ю. Лермонтова | Ставрополь, ул. Маршала Жукова, 14 | Действует                |

## Звания и награды
- Заслуженный архитектор РСФСР (1984)[3]
- Орден «Знак Почёта»[10]
- Медаль «За высокое зодческое мастерство» (1997)[7]

## Память
- По решению коллектива «Ставропольагропромпроекта» в честь заслуженных архитекторов РСФСР А. Г. Лысякова и И. В. Лысяковой на здании института, в котором они проработали более 40 лет, была установлена мемориальная доска[8].
- В Ставропольском государственном музее-заповеднике имени Г. Н. Прозрителева и Г. К. Праве хранится обширный архив А. Г. и И. В. Лысяковых, куда входят фотографии, записные книжки, рабочие чертежи, проекты и другие личные вещи. Все эти документы были переданы племянницей Лысякова Г. И. Карпеевой[64].
- В 2007 году в краеведческом музее прошёл вечер памяти А. Г. Лысякова «Счастье дарить города», приуроченный к 90-летию архитектора[64][65].

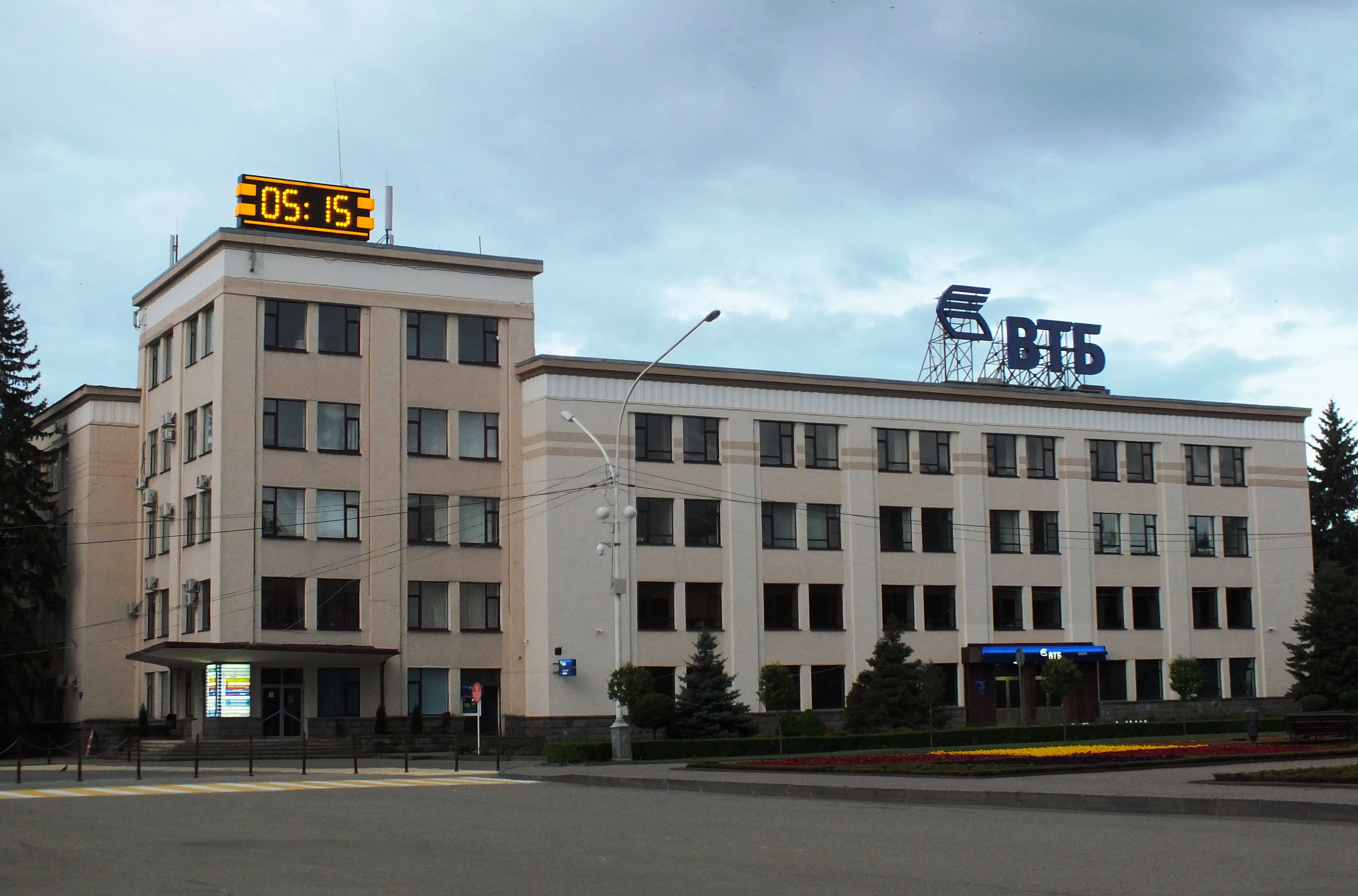
Бывшее здание института «Ставропольагропромпроект», где до 1991 года работал А. Г. Лысяков
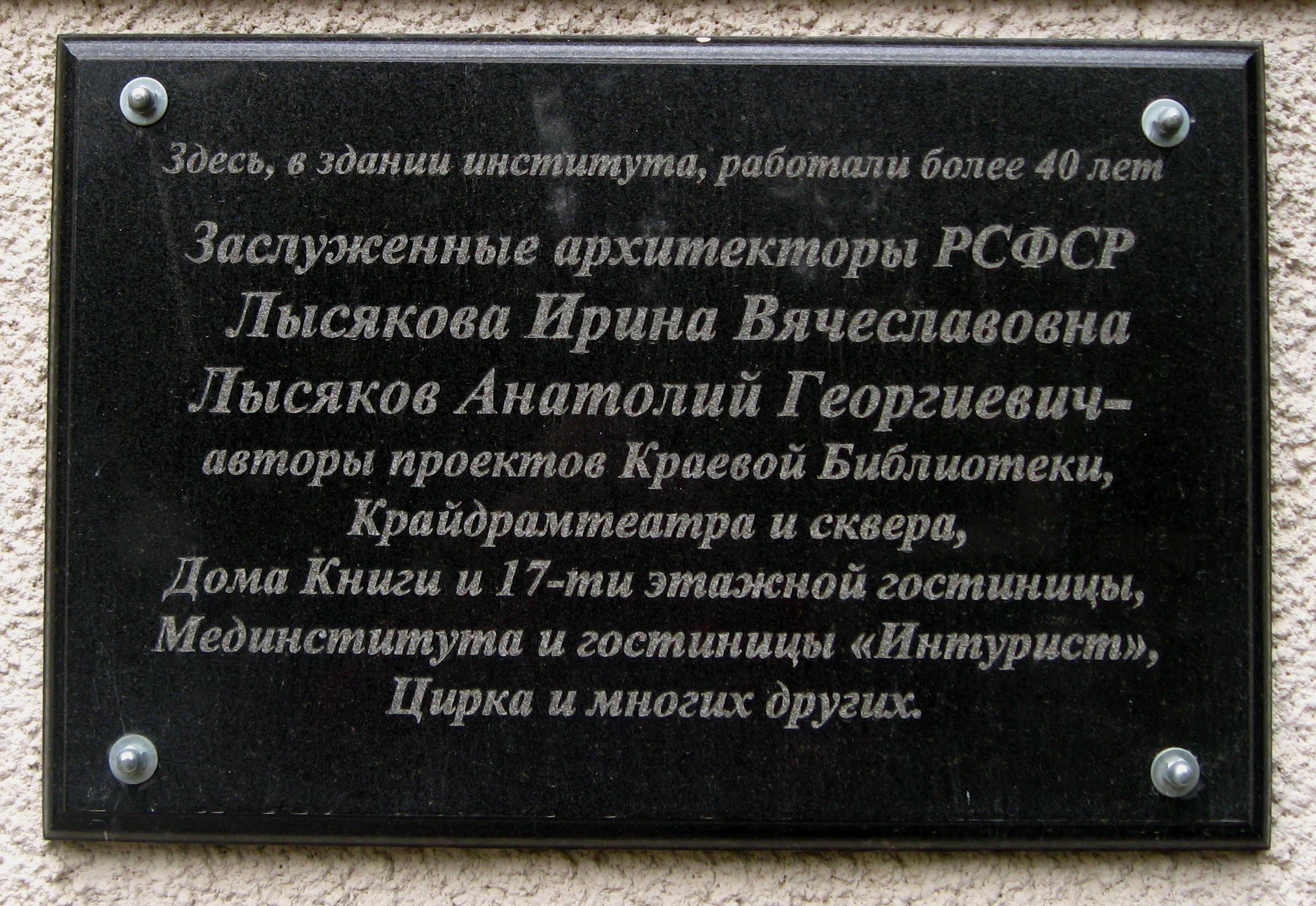
Мемориальная доска у входа в здание (со стороны Аллеи почётных граждан Ставропольского края)

## Цитаты
1. ↑  По генеральному плану реконструкции города Ставрополя, разработанному Гипрогором в 1947 году, в проекте застройки выделялись четыре планировочных района: северный, центральный, юго-западный и юго-восточный <...>. Будущая площадь В.И. Ленина, формирующая ансамбль городского центра, входила в Центральный район, намеченный к югу от реки Ташлы. Его застройка начала осуществляться в начале 50-х годов XX столетия[11].
2. ↑  В декабре 1954 г. на Всесоюзном совещании строителей Н.С. Хрущев дал анализ существа недостатков в области архитектуры: «В нашем строительстве нередко наблюдается расточительство средств, и в этом большая вина многих архитекторов, которые допускают излишества в отделке зданий, строящихся по индивидуальным проектам. Такие архитекторы стали камнем преткновения на пути индустриализации строительства»[20].
3. ↑  Как отмечал А. Г. Лысяков, при возведении гостиницы были допущены отклонения от проекта, а недостаточное финансирование строительства не позволяет гарантировать успешное решение заложенных в проект новаторских идей[31].
4. ↑  Идея пристройки исходит из поэтажных планов. В Ставрополе она может быть осуществлена только с восточной стороны, куда обращён дворовый фасад. Это решает проблему дополнительных помещений книгохранилища и позволяет в дальнейшем внедрять машинную технику, развивать сеть компьютеров, улучшать службы существующих отделов и создавать новые[15].

## Комментарии
1. ↑  45°02′36″ с. ш. 41°58′13″ в. д.HGЯO
2. ↑  45°02′58″ с. ш. 41°59′12″ в. д.HGЯO
3. ↑  45°03′10″ с. ш. 41°57′45″ в. д.HGЯO
4. ↑  45°02′09″ с. ш. 41°57′34″ в. д.HGЯO
5. ↑  45°02′35″ с. ш. 41°57′57″ в. д.HGЯO
6. ↑  45°02′39″ с. ш. 41°58′13″ в. д.HGЯO